# Eva Halaska

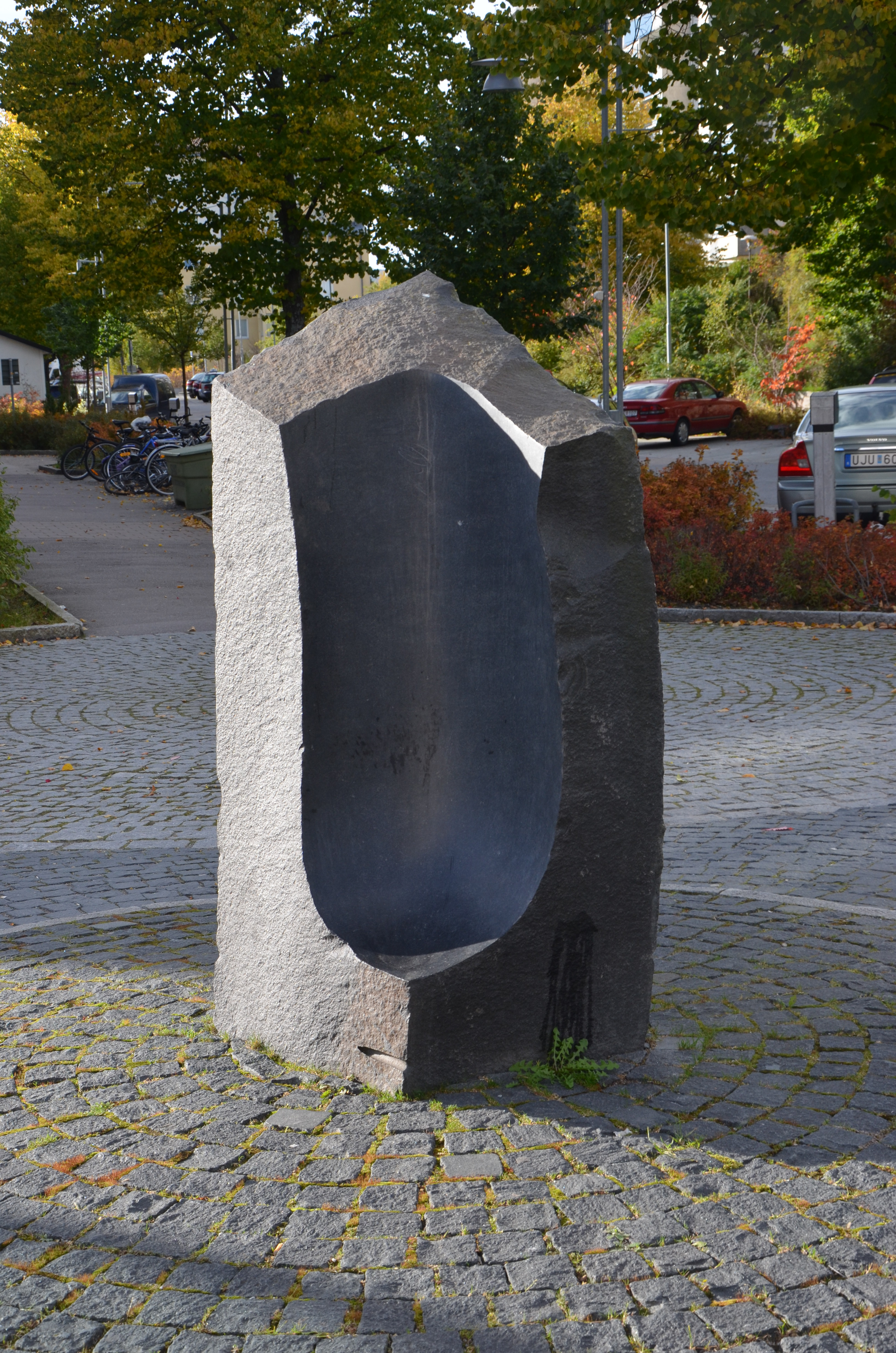
Dialog i Skärholmen i Stockholm

Eva Halaska Vikström, född Krskova 13 mars 1933, är en svensk textilkonstnär och skulptör. 
Eva Halaska var gift med konstnären Milan Halaska från 1975 och till hans död 1993. Makarna skapade flera verk tillsammans.

## Offentliga verk i urval
- lekskulpturen Hästen, marmor,  Skarpnäck i Stockholm (med Milan Halaska)
- lekskulpturen Fisken, Skarpnäck i Stockholm (med Milan Halaska)
- lekskulpturen Ormen, Skarpnäck i Stockholm (med Milan Halaska)
- lekskulpturen Labyrinten, Skarpnäck i Stockholm (med Milan Halaska)
- Milstenar, marmor, 1982, skolgården till Enskede gårds gymnasium
- Dialog, granit, 1987, Skärholmen (med Milan Halaska)